# Sovjetiska toppserien
Sovjetiska toppserien var sovjetiska mästerskapet i fotboll mellan 1936 och 1991. 

## Sovjetiska mästare
| - 1936 (vår) FK Dynamo Moskva - 1936 (höst) FK Spartak Moskva - 1937 FK Dynamo Moskva - 1938 FK Spartak Moskva - 1939 FK Spartak Moskva - 1940 FK Dynamo Moskva - 1945 FK Dynamo Moskva - 1946 CDKA Moskva - 1947 CDKA Moskva - 1948 CDKA Moskva - 1949 FK Dynamo Moskva - 1950 CDKA Moskva - 1951 CDSA Moskva - 1952 FK Spartak Moskva - 1953 FK Spartak Moskva - 1954 FK Dynamo Moskva - 1955 FK Dynamo Moskva - 1956 FK Spartak Moskva | - 1957 FK Dynamo Moskva - 1958 FK Spartak Moskva - 1959 FK Dynamo Moskva - 1960 FK Torpedo Moskva - 1961 FK Dynamo Kiev - 1962 FC Spartak Moskva - 1963 FK Dynamo Moskva - 1964 FK Dinamo Tbilisi - 1965 FK Torpedo Moskva - 1966 FK Dynamo Kiev - 1967 FK Dynamo Kiev - 1968 FK Dynamo Kiev - 1969 FK Spartak Moskva - 1970 CSKA Moskva - 1971 FK Dynamo Kiev - 1972 FK Sarja Vorosjilovgrad - 1973 FK Ararat Jerevan - 1974 FK Dynamo Kiev | - 1975 FK Dynamo Kiev - 1976 (vår) Dynamo Moskva - 1976 (höst) FK Torpedo Moskva - 1977 FK Dynamo Kiev - 1978 FK Dinamo Tbilisi - 1979 FC Spartak Moskva - 1980 FK Dynamo Kiev - 1981 FK Dynamo Kiev - 1982 FK Dinamo Minsk - 1983 FK Dnepro Dnepropetrovsk - 1984 FK Zenit Leningrad - 1985 FK Dynamo Kiev - 1986 FK Dynamo Kiev - 1987 FK Spartak Moskva - 1988 FK Dnepro Dnepropetrovsk - 1989 FK Spartak Moskva - 1990 FK Dynamo Kiev - 1991 CSKA Moskva |

## Flest titlar
- FK Dynamo Kiev: 13
- FK Spartak Moskva: 12
- FK Dynamo Moskva: 11
- CSKA Moskva: 7 (inklusive CDKA och CDSA)